# Karl-Heinz Petritz
Karl-Heinz Petritz ist ein österreichischer Politiker (FPÖ) und ehemaliger Pressesprecher des früheren Kärntner Landeshauptmanns Jörg Haider. Er gehörte zur „Buberlpartie“, einer Gruppe junger Politiker und Vertrauter Haiders, die in den 1990er- und frühen 2000er-Jahren maßgeblichen Einfluss in der FPÖ bzw. später im BZÖ hatte.

## Politische Tätigkeit
Karl-Heinz Petritz war lange Zeit eine zentrale Figur in der Kommunikation der Kärntner Landesregierung unter Haider. Seine politische Karriere war eng mit dem Aufstieg und der Politik des ehemaligen Landeshauptmanns verknüpft. Als Pressesprecher trug er zur Öffentlichkeitsarbeit und Imagepflege Haiders bei. Im Jahr 2004 wechselte er als außenpolitischer Berater von Landeshauptmann Jörg Haider nach Wien. Gemeinsam mit dem Kärntner FPÖ-Nationalrat Uwe Scheuch übernahm er das FPÖ-Generalsekretariat.
Nach dem tragischen Tod Haiders im Jahr 2008 zog sich Petritz zunächst aus der aktiven Politik zurück und widmete sich geschäftlichen Tätigkeiten, insbesondere in Osteuropa und im arabischen Raum.
2022 wurde berichtet, dass Petritz eine Anstellung als Erster Klubsekretär des Team Kärnten im Klagenfurter Rathaus erhalten sollte. Diese Personalentscheidung wurde in der Öffentlichkeit kritisch diskutiert, insbesondere in Bezug auf mögliche politische und finanzielle Verflechtungen.

## Kontroversen
Die enge Verbindung von Karl-Heinz Petritz zur „Buberlpartie“ führte wiederholt zu öffentlichen Diskussionen über Postenvergaben und Einflussnahmen im politischen Umfeld Haiders. Kritiker werfen der Gruppe vor, politisch und wirtschaftlich von ihrer Nähe zu Haider profitiert zu haben.